# GFW Global Championship
GFW Global Championship, numit și Impact Global Championship, este un campionat de lupte profesionale la nivel mondial deținut și promovat de Global Force Wrestling, cunoscută și sub numele de Impact Wrestling. Acesta este campionatul principal al promoției. La fel ca majoritatea campionatelor de lupte profesionale, titlul este câștigat prin rezultatul unui meci predeterminat.
Înainte de crearea campionatului, promovarea, apoi cunoscută sub numele de Total Nonstop Action Wrestling (TNA), a controlat campionatul mondial NWA World Championship, printr-un acord cu National Wrestling Alliance (NWA). În 2007, sa încheiat acordul dintre TNA și NWA, ceea ce a condus la crearea Campionatului mondial la TNA. Campionatul a fost dezvăluit la 14 mai 2007 la filmarea primului program de televiziune TNA, Impact !, difuzat la 17 mai 2007. Campionul inaugural a fost Kurt Angle, care deține și recordul pentru cele mai multe domnii cu șase.
Când TNA și-a schimbat numele și a devenit Impact Wrestling în martie 2017, titlul a fost redenumit la scurt timp pentru a reflecta schimbarea. După ce Impact Wrestling a fost rebrandat la GFW mai târziu în acel an, titlul a fost unificat cu GFW Global Championship la Slammiversary XV și a devenit Unified GFW World Heavyweight Championship. În urma Destination X, titlul a luat numele GFW Global Championship și a păstrat fosta linie de TNA.

## Schimbări de nume
| Name                                            | Years                         |
| ----------------------------------------------- | ----------------------------- |
| TNA World Heavyweight Championship              | 13 mai 2007 – 1 martie 2017   |
| Impact Wrestling World Heavyweight Championship | 2 martie 2017 – 2 iulie 2017  |
| Unified GFW World Heavyweight Championship      | 2 iulie 2017 – 17 august 2017 |
| GFW Global Championship                         | 17 august 2017 – present      |

## Dețineri
În general, au existat 40 de domnii împărțite între 21 de luptători. Campionul inaugural a fost Kurt Angle, care a câștigat campionatul, învingându-l pe Christian Cage și Sting într-un meci în trei moduri pe 13 mai 2007, la evenimentul TNA Sacrifice. Principalul domn al lui Angle deține și recordul pentru cea mai scurtă domnie în istoria titlului, la o zi. Angle deține recordul pentru cele mai multe domnii, cu șase. Cu 256 de zile, prima domnie a lui Bobby Roode este cea mai lungă din istoria titlului. Titlul a fost eliberat de patru ori.
Eli Drake este actualul campion în prima sa domnie. El a câștigat titlul vacant într-un meci Gauntlet for the Gold match pe 17 august 2017, în Orlando, Florida, în timpul GFW Impact! tapings, difuzate pe întârziere pe 24 august 2017.

### Campioni
| Nm. | Wrestler          | Deținere | Data               | Zile | Locație                      | Eveniment                          | Note | Ref(s)            |
| --- | ----------------- | -------- | ------------------ | ---- | ---------------------------- | ---------------------------------- | --- | ----------------- |
| 1   | Kurt Angle        | 1        | 13 mai 2007        | 1    | Orlando, Florida             | Sacrifice                          | Angle defeated then-NWA World Heavyweight Champion Christian Cage and Sting in a three-way match to become the inaugural champion after National Wrestling Alliance's (NWA) Executive Director Robert Trobich stripped Christian Cage of the NWA World Heavyweight Championship and ended NWA's business relations with TNA earlier that day. | [ 2 ] [ 3 ]       |
| —   | Vacated           | —        | 14 mai 2007        | —    | Orlando, Florida             | Impact!                            | Angle was stripped of the title due to a double-fall result of the three-way match at Sacrifice. This episode aired on tape delay on 17 mai 2007. | [ 4 ] [ 5 ] [ 1 ] |
| 2   | Kurt Angle        | 2        | 17 iunie 2007      | 119  | Nashville, Tennessee         | Slammiversary                      | Angle defeated A.J. Styles, Chris Harris, Christian Cage and Samoa Joe in a King of the Mountain match to win the vacant championship. After the event, Angle's reign and the vacancy were no longer recognized and thus is viewed to be the start of the title's history. TNA counts Angle's previous reign to his credit without detailing why, thus giving loose recognition towards that reign.                                                                 | [ 6 ] [ 7 ]       |
| 3   | Sting             | 1        | 14 octombrie 2007  | 2    | Duluth, Georgia              | Bound for Glory                    | | [ 8 ] [ 9 ]       |
| 4   | Kurt Angle        | 3        | 16 octombrie 2007  | 180  | Orlando, Florida             | Impact!                            | This episode aired on tape delay on 25 octombrie 2007. | [ 10 ] [ 11 ]     |
| 5   | Samoa Joe         | 1        | 13 aprilie 2008    | 182  | Lowell, Massachusetts        | Lockdown                           | This was a six sides of steel cage title vs. career match. | [ 12 ] [ 13 ]     |
| 6   | Sting             | 2        | 12 octombrie 2008  | 189  | Hoffman Estates, Illinois    | Bound for Glory                    | This was a match, where the loser can't get a rematch | [ 14 ] [ 15 ]     |
| 7   | Mick Foley        | 1        | 19 aprilie 2009    | 63   | Philadelphia, Pennsylvania   | Lockdown                           | This was a six sides of steel cage match. | [ 16 ] [ 17 ]     |
| 8   | Kurt Angle        | 4        | 21 iunie 2009      | 91   | Auburn Hills, Michigan       | Slammiversary                      | This was a King of the Mountain match also involving A.J. Styles, Jeff Jarrett and Samoa Joe. | [ 18 ] [ 19 ]     |
| 9   | A.J. Styles       | 1        | 20 septembrie 2009 | 211  | Orlando, Florida             | No Surrender                       | This was a five-way match also involving Hernandez, Matt Morgan and Sting. | [ 20 ] [ 21 ]     |
| 10  | Rob Van Dam       | 1        | 19 aprilie 2010    | 113  | Orlando, Florida             | Impact!                            | | [ 22 ] [ 23 ]     |
| —   | Vacated           | —        | 10 august 2010     | —    | Orlando, Florida             | Impact!                            | The title was vacated due to Rob Van Dam suffering a storyline injury. This episode aired on tape delay on 19 august 2010. | [ 24 ] [ 25 ]     |
| 11  | Jeff Hardy        | 1        | 10 octombrie 2010  | 91   | Daytona Beach, Florida       | Bound for Glory                    | Hardy defeated Kurt Angle and Mr. Anderson in a three-way tournament final to win the vacant title. Per the pre-match stipulation, Angle (in storyline) was forced to retire. | [ 26 ] [ 27 ]     |
| 12  | Mr. Anderson      | 1        | 9 ianuarie 2011    | 35   | Orlando, Florida             | Genesis                            | | [ 28 ] [ 29 ]     |
| 13  | Jeff Hardy        | 2        | 13 februarie 2011  | 11   | Orlando, Florida             | Against All Odds                   | This was a ladder match. | [ 30 ] [ 31 ]     |
| 14  | Sting             | 3        | 24 februarie 2011  | 108  | Fayetteville, North Carolina | Impact!                            | This episode aired on tape delay on 3 martie 2011. | [ 32 ] [ 33 ]     |
| 15  | Mr. Anderson      | 2        | 12 iunie 2011      | 29   | Orlando, Florida             | Slammiversary                      | | [ 34 ] [ 35 ]     |
| 16  | Sting             | 4        | 11 iulie 2011      | 27   | Orlando, Florida             | Impact Wrestling                   | This episode aired on tape delay on 14 iulie 2011. | [ 36 ] [ 37 ]     |
| 17  | Kurt Angle        | 5        | 07 august 2011     | 72   | Orlando, Florida             | Hardcore Justice                   | | [ 38 ] [ 39 ]     |
| 18  | James Storm       | 1        | 18 octombrie 2011  | 8    | Orlando, Florida             | Impact Wrestling                   | This episode aired on tape delay on 20 octombrie 2011. | [ 40 ] [ 41 ]     |
| 19  | Bobby Roode       | 1        | 26 octombrie 2011  | 256  | Macon, Georgia               | Impact Wrestling                   | This episode aired on tape delay on 3 noiembrie 2011. | [ 42 ] [ 43 ]     |
| 20  | Austin Aries      | 1        | 08 iulie 2012      | 98   | Orlando, Florida             | Destination X                      | Aries voluntarily vacated the X Division Championship in exchange for a TNA World Heavyweight Championship title shot at the event. | [ 44 ] [ 45 ]     |
| 21  | Jeff Hardy        | 3        | 14 octombrie 2012  | 147  | Phoenix, Arizona             | Bound for Glory                    | | [ 46 ] [ 47 ]     |
| 22  | Bully Ray         | 1        | 10 martie 2013     | 130  | San Antonio, Texas           | Lockdown                           | This was a steel cage match. | [ 48 ] [ 49 ]     |
| 23  | Chris Sabin       | 1        | 18 iulie 2013      | 28   | Louisville, Kentucky         | Impact Wrestling: Destination X    | Sabin voluntarily vacated the X Division Championship in exchange for a TNA World Heavyweight Championship title shot at the event. | [ 50 ]            |
| 24  | Bully Ray         | 2        | 15 august 2013     | 66   | Norfolk, Virginia            | Impact Wrestling: Hardcore Justice | This was a steel cage match. | [ 51 ]            |
| 25  | A.J. Styles       | 2        | 20 octombrie 2013  | 9    | San Diego, California        | Bound for Glory                    | This was a no disqualification match. | [ 52 ]            |
| —   | Vacated           | —        | 29 octombrie 2013  | —    | —                            | —                                  | TNA President Dixie Carter announced via Twitter that Styles had been stripped of the title due to a contract dispute. Styles continued to carry around the championship belt proclaiming himself champion in the storyline. | [ 53 ]            |
| 26  | Magnus            | 1        | 03 decembrie 2013  | 128  | Orlando, Florida             | Impact Wrestling: Final Resolution | Defeated Jeff Hardy in a tournament final to win the vacant title. This was a Dixieland match which aired on tape delay on 19 decembrie 2013. On the 9 ianuarie 2014 episode of Impact Wrestling (taped 6 decembrie 2013), A.J. Styles returned claiming to be the legitimate TNA World Heavyweight Champion as he was never defeated for the title (though not recognized as such by TNA). Magnus defeated him later that night to become the undisputed champion. | [ 54 ]            |
| 27  | Eric Young        | 1        | 10 aprilie 2014    | 70   | Orlando, Florida             | Impact Wrestling                   | If Magnus had been counted out or disqualified, he would have lost the title. If anyone had interfered in the match, they would have been fired. | [ 55 ]            |
| 28  | Lashley           | 1        | 19 iunie 2014      | 91   | Bethlehem, Pennsylvania      | Impact Wrestling                   | If anyone besides MVP or Kenny King had interfered, they would have been fired. | [ 56 ]            |
| 29  | Bobby Roode       | 2        | 18 septembrie 2014 | 111  | Bethlehem, Pennsylvania      | Impact Wrestling                   | This episode aired on tape delay on 29 octombrie 2014. Kurt Angle was the special guest referee. | [ 57 ]            |
| 30  | Lashley           | 2        | 07 ianuarie 2015   | 24   | New York, New York           | Impact Wrestling                   | | [ 58 ]            |
| 31  | Kurt Angle        | 6        | 31 ianuarie 2015   | 145  | London, England              | Impact Wrestling                   | This episode aired on tape delay on 20 martie 2015. | [ 59 ]            |
| 32  | Ethan Carter III  | 1        | 25 iunie 2015      | 101  | Orlando, Florida             | Impact Wrestling                   | This episode aired on tape delay on 1 iulie 2015. | [ 60 ]            |
| 33  | Matt Hardy        | 1        | 04 octombrie 2015  | 2    | Concord, North Carolina      | Bound for Glory                    | This was a three way match also involving Drew Galloway. Jeff Hardy was the special guest referee. | [ 61 ]            |
| —   | Vacated           | —        | 6 octombrie 2015   | —    | —                            | —                                  | Vacated due to a legal injunction filed by Ethan Carter III as part of the storyline. | [ 62 ]            |
| 34  | Ethan Carter III  | 2        | 05 ianuarie 2016   | 3    | Bethlehem, Pennsylvania      | Impact Wrestling                   | Carter III defeated Matt Hardy in the finals of the TNA World Title Series to win the vacant title. | [ 63 ]            |
| 35  | Matt Hardy        | 2        | 08 ianuarie 2016   | 67   | Bethlehem, Pennsylvania      | Impact Wrestling                   | This was a Last Man Standing match. Had Hardy not won, he would have left TNA. This episode aired on tape delay on 19 ianuarie 2016. | [ 64 ]            |
| 36  | Drew Galloway     | 1        | 15 martie 2016     | 89   | Orlando, Florida             | Impact Wrestling                   | Galloway invoked his Feast or Fired title opportunity to challenge Hardy for the championship and win the title. | [ 65 ] [ 66 ]     |
| 37  | Lashley           | 3        | 12 iunie 2016      | 113  | Orlando, Florida             | Slammiversary                      | This was a Knockout or Tapout Only match. On 13 iulie 2016, Lashley also won the TNA X Division Championship defeating then-champion Eddie Edwards in a title vs. title steel cage match. On 11 august 2016, Lashley also won the TNA King of the Mountain Championship by defeating then-champion James Storm in a title vs. titles match. The following day, Lashley retired the TNA King of the Mountain Championship and vacated the X Division Championship.   | [ 67 ]            |
| 38  | Eddie Edwards     | 1        | 03 octombrie 2016  | 97   | Orlando, Florida             | Impact Wrestling                   | This episode aired on tape delay on 6 octombrie 2016. | [ 68 ] [ 69 ]     |
| 39  | Lashley           | 4        | 08 ianuarie 2017   | 175  | Orlando, Florida             | Impact Wrestling: Genesis          | This was a 30-minute Iron Man match. This episode aired on tape delay on 26 ianuarie 2017. On 2 martie 2017, the championship was renamed to the Impact Wrestling World Heavyweight Championship following the renaming of the promotion. | [ 71 ]            |
| 40  | Alberto El Patrón | 1        | 02 iulie 2017      | 43   | Orlando, Florida             | Slammiversary XV                   | This was a unification match to unify the Impact Wrestling World Heavyweight Championship and the original GFW Global Championship. The championship was renamed to the Unified GFW World Heavyweight Championship. | [ 72 ]            |
| —   | Vacant            | —        | 14 august 2017     | —    | —                            | —                                  | Vacated due to Alberto El Patrón's suspension. | [ 73 ]            |
| 41  | Eli Drake         | 1        | 17 august 2017     | 48+  | Orlando, Florida             | GFW Impact!                        | This was a 20-man Gauntlet for the Gold match Drake pinned Eddie Edwards to win the match once they were the last two wrestlers. The title took the GFW Global Championship name, while retaining the TNA title history. Aired on tape delay 24 august 2017. | [ 74 ]            |